# 皮尼亚朗
皮尼亚朗是巴西巴拉那州的一个市镇。总面积220.692平方公里，总人口6030人，人口密度27.3人/平方公里。